# Эллендейл (город, Миннесота)
Эллендейл (англ. Ellendale) — город в округе Стил, штат Миннесота, США. На площади 2,3 км² (2,3 км² — суша, водоёмов нет), согласно переписи 2002 года, проживают 590 человек. Плотность населения составляет 255,9 чел./км².
- Телефонный код города — 507
- Почтовый индекс — 56026
- FIPS-код города — 27-18746[1]
- GNIS-идентификатор — 0643279[2]